# Stef Van Campenhout
Stef Van Campenhout (28 de mayo de 1998) es un deportista belga que compite en esgrima, especialista en la modalidad de florete. En los Juegos Europeos de Cracovia 2023 consiguió una medalla de bronce en la prueba individual.

## Palmarés internacional
| Juegos Europeos | Juegos Europeos    | Juegos Europeos   | Juegos Europeos    |
| Año             | Lugar              | Medalla           | Prueba             |
| --------------- | ------------------ | ----------------- | ------------------ |
| 2023            | Cracovia (Polonia) | Medalla de bronce | Florete individual |